# Санта Кроче дел Санио
Санта Кроче дел Санио (итал. Santa Croce del Sannio) је насеље у Италији у округу Беневенто, региону Кампанија.
Према процени из 2011. у насељу је живело 599 становника. Насеље се налази на надморској висини од 697 м.

## Становништво
Према резултатима пописа становништва 2011. у општини је живело 985 становника.
| 1931. | 1936. | 1951. | 1961. | 1971. | 1981. | 1991. | 2001. | 2011. |
| ----- | ----- | ----- | ----- | ----- | ----- | ----- | ----- | ----- |
| 2.728 | 2.500 | 2.084 | 1.756 | 1.317 | 1.216 | 1.166 | 1.067 | 985   |